# Computer Entertainment Rating Organization
La Computer Entertainment Rating Organization (特定非営利活動法人コンピュータエンターテインメントレーティング機構 Tokutei Hieiri Katsudō Hōjin Konpyūta Entāteinmento Rētingu Kikō?) (CERO) es la organización que se encarga de clasificar los videojuegos en Japón con niveles de clasificación ("rating") que informan al consumidor acerca de la naturaleza del producto y para qué grupo de edades es adecuado. Fue establecido en julio de 2002 como una división de la Computer Entertainment Supplier's Association, y usando la ESRB norteamericana como modelo y fue oficialmente reconocido como organización sin fines de lucro en 2003.

## Sistema de clasificación
El 1 de marzo de 2006, la CERO hizo una versión nueva y revisada de su sistema de índice de audiencia. Esta viene con las letras A (todas las edades), B (para mayores de 12 años), C (para mayores de 15 años), D (para mayores de 17 años) y Z (solo adultos).

### Clasificación por edades
| Icono antiguo (2002-2006) | Icono actual (desde 2006) | Clasificación                                                      | Descripción |
| ------------------------- | ------------------------- | ------------------------------------------------------------------ | --- |
|                           |                           | Rating pending (審査予定 Shinsa yotei?)                            | En proceso de clasificación (Equivale a RP en ESRB). |
|                           |                           | Early Child and Data Base (教育・データベース Kyōiku dētabēsu?)    | Programas educativos y utilitarios lanzados en videoconsolas (Equivale a EC en ESRB y 3 en PEGI). Es posible que haya contenido que pueda ofender a los niños, pero esto es muy poco probable. |
|                           |                           | All ages (全年齢対象 Zen nenrei taishō?)                           | Situado para todas las edades (Equivalente a E/E10+ en ESRB y 3/7 en PEGI). No hay contenido que pueda ofender a los niños. |
|                           |                           | Ages 12 and up (12才以上対象 Jūnisai ijō taishō?)                  | Contiene algunas partes que podrían no gustar a menores de 12 años (Equivalente a E10+/T en ESRB y 7/12 en PEGI). Contiene violencia menor de algún tipo, contenido sexual leve o uso infrecuente de profanación usualmente. |
|                           |                           | Ages 15 and up (15才以上対象 Jūgosai ijō taishō?)                  | Algún contenido puede ser inapropiado para menores de 15 años (Equivalente a 12/16 en PEGI y a entre T/M en ESRB). Nadie menor de 15 años puede comprar videojuegos marcados con ella sin permiso de los padres. Puede contener violencia de algún tipo (junto con real), contenido sexual medio, apuestas moderadas o profanación moderada. |
|                           |                           | Ages 17 and up (17才以上対象 Jūnanasai ijō taishō?)                | Contiene un poco de material adulto. Nadie menor de 17 años puede comprar videojuegos marcados con esta letra sin permiso de los padres. Así como con M en ESRB (Equivalente a 16/18 en PEGI). Contiene violencia fuerte con sangre y gore, contenido sexual superior o intenso, apuestas mayores, o profanación fuerte.                     |
|                           |                           | Ages 18 and up only (18才以上のみ対象 Jūhachisai ijō nomi taishō?) | El contenido es exclusivamente adulto. Así como con M/Adults Only en ESRB y 18 en PEGI, nadie menor de 18 puede comprar videojuegos con ella sin permiso de los padres. Contiene violencia intensa con sangre y gore, contenido sexual intenso, o profanación intensa. La única legítimamente restringida.                                   |
|                           |                           | Demonstration (規定適合 Kitei tekigō?)                             | Situado para las demostraciones técnicas, y se quitará con el lanzamiento final. |

El símbolo correspondiente se encuentra ubicado en la cara frontal y en el lado del paquete. Esta marca denota la correspondiente edad para los que fueron diseñados los contenidos. La clasificación Z no es del todo distinta de la D, la única diferencia es que la clasificación Z está regulada por el gobierno japonés.

### Descriptores de contenido
En 2004, CERO usó el sistema de iconos a que se refieren y se encuentran en el reverso de la caja. Las clasificaciones A, base de datos o clasificación pendiente no llevan icono.
| Imagen mostrada | Descripción                                     | Explicación | Calificación de edad correspondiente |
| --------------- | ----------------------------------------------- | --- | ------------------------------------ |
|                 | Amor o citas                                    | Puede contener referencias a relaciones sexuales. Es común en simuladores de citas. |                                      |
|                 | Sexo                                            | Puede contener referencias a atracciones sexuales o relaciones sexuales, así como puede contener desnudos y personajes vestidos con ropa sugestiva.                                                                                  |                                      |
|                 | Violencia                                       | Puede contener escenas de personas que sufran heridas o que pierdan la vida, frecuentemente mediante el uso de armas. También pueden contener derramamiento o gotas de sangre.                                                       |                                      |
|                 | Miedo                                           | Puede contener escenas que se consideran del todo perturbadoras o aterradoras para los más jóvenes o los jugadores emocionalmente vulnerables.                                                                                       |                                      |
|                 | Uso de alcohol o tabaco (incluyendo referencia) | Puede contener referencias a las bebidas alcohólicas o productos de tabaco o de una sustancia ficticia que tiene consecuencias paralelas a las bebidas alcohólicas o productos de tabaco en la vida real (en uso, posesión o venta). |                                      |
|                 | Apuestas                                        | Puede contener apuestas (con dinero real o ficticio). |                                      |
|                 | Crimen o discriminación                         | Puede contener violencia o acoso por motivos de raza, etnia, género o preferencias sexuales y todo tipo de delincuencia en general.                                                                                                  |                                      |
|                 | Drogas                                          | Puede contener referencias a las drogas ilegítimas o de una sustancia ficticia que tiene consecuencias paralelas a las drogas ilícitas en la vida real (en uso, posesión o venta).                                                   |                                      |
|                 | Lenguaje soez                                   | Puede contener groserías, tacos, insinuaciones sexuales, amenazas y todo tipo de insultos. |                                      |